# Frank Edward Smith
Sir Frank Edward Smith, GCB, GBE, FRS (14 de outubro de 1876 — 1 de julho de 1970) foi um físico britânico.
Recebeu da Royal Society a Medalha Hughes em 1925 e foi diretor interino do National Physical Laboratory entre 1936 e 1937.